# Sahtryine
Sahtryine (franska: Sahtryine (CR), Sahtryine (Commune Rurale), arabiska: أولاد علي منصور) är en kommun i Marocko.   Den ligger i provinsen Tétouan och regionen Tanger-Tétouan-Al Hoceïma, i den norra delen av landet, 200 km nordost om huvudstaden Rabat. Antalet invånare är 7 402.